# Anna Gębala-Duraj
Anna Gębala-Duraj (* 25. Mai 1949 in Cięcina) ist eine ehemalige polnische Skilangläuferin.

## Werdegang
Gębala-Duraj, die von 1964 bis 1972 für den KS Metal Węgierska Górka und ab 1973 für den BBTS Włókniarz Bielsko-Biała startete, trat international erstmals bei den Olympischen Winterspielen 1968 in Grenoble in Erscheinung. Dort belegte sie den 30. Platz über 10 km und den 26. Rang über 5 km. Bei den Nordischen Skiweltmeisterschaften 1970 in Štrbské Pleso lief sie auf den 39. Platz über 5 km und bei den Olympischen Winterspielen 1972 in Sapporo auf den 29. Platz über 5 km, auf den 15. Rang über 10 km sowie zusammen mit Józefa Chromik und Weronika Budny auf den siebten Platz in der Staffel. Zwei Jahre später kam sie bei den Nordischen Skiweltmeisterschaften in Falun auf den 32. Platz über 10 km und auf den 24. Rang über 5 km. Bei den Olympischen Winterspielen 1976 in Innsbruck erreichte sie den 31. Platz über 5 km, den 27. Rang über 10 km und zusammen mit Anna Pawlusiak, Maria Trebunia und Władysława Majerczyk den achten Platz in der Staffel. Bei polnischen Meisterschaften siegte sie achtmal über 5 km (1971, 1976, 1978–1983), siebenmal mit der Staffel (1977– 1983), sechsmal über 10 km (1971, 1972, 1979, 1980, 1982, 1983) und einmal über 20 km (1979). Zudem gewann sie im Jahr 1971 beim Czech-Marusarzówna-Memorial den 10-km-Lauf. Ihr Ehemann Wiesław Gębala und ihre Tochter Katarzyna Gębala waren ebenfalls als Skilangläufer aktiv.

## Teilnahmen an Weltmeisterschaften und Olympischen Winterspielen

### Olympische Spiele
- 1968 Grenoble: 26. Platz 5 km, 30. Platz 10 km
- 1972 Sapporo: 7. Platz Staffel, 15. Platz 10 km, 29. Platz 5 km
- 1976 Innsbruck: 8. Platz Staffel, 27. Platz 10 km, 31. Platz 5 km

### Nordische Skiweltmeisterschaften
- 1970 Štrbské Pleso: 39. Platz 5 km
- 1974 Falun: 24. Platz 5 km, 32. Platz 10 km